# バージェス・アニマル・ブックス
バージェス・アニマル・ブックスは、1969年から1972年にかけて金の星社より刊行された全20巻の絵本シリーズである。作者はアメリカの作家ソーントン・バージェス。テレビアニメ『山ねずみロッキーチャック』の原作である。

## シリーズ一覧
1. 『うずらのボブのぼうけん』（訳:塩谷太郎）
2. 『おしゃべりリスのチャタラー』（訳:土居耕）
3. 『ふくろねずみのビリーおじさん』（訳:前田三恵子）
4. 『くまのバスターはあわてもの』（訳:丹野節子）
5. 『ビーバーが森にやってきた』（訳:岡部うた子）
6. 『のねずみダニーのぼうけん』（訳:平賀悦子）
7. 『じいさまがえるのたび』（訳:大蔵敏子）
8. 『いばらやしきのピーターうさぎ』（訳:田谷多枝子）
9. 『やまねずみジョニーのひみつ』（訳:那須田稔）
10. 『あらいぐまボビーのしっぱい』（訳:白木茂）
11. 『コヨーテは森いちばんのりこうもの』（訳:丹野節子）
12. 『かものクワックおくさん』（訳:土居耕）
13. 『子ぎつねレッドの大しっぱい』（訳:白木茂）
14. 『にっこりいけのヒキガエル』（訳:田谷多枝子）
15. 『みどりの森はおおさわぎ』（訳:塩谷太郎）
16. 『やまあらしプリックリーのひみつ』（訳:岡部うた子）
17. 『スカンクジミーのピンチ』（訳:米川信夫）
18. 『森のやじうま・かけすのサミー』（訳:平賀悦子）
19. 『じゃこうねずみジェリーのたんけん』（訳:前田三恵子）
20. 『コンドルおやじのぼうけん』（訳:関英雄）

## アニメ化
1973年に、テレビアニメ作品『山ねずみロッキーチャック』としてフジテレビ系で放送された。
テレビアニメ化にあたっては、ウッドチャックの「ジョニー・チャック」を「ロッキー」と名前を変えて全ストーリーの主人公格に据え、統一ストーリーを描き出す形の再構成が施されている。アニメーション作品の英題は『Fables of the Green Forest』。